# سیارک ۱۳۷۸
سیارک ۱۳۷۸ (به انگلیسی: 1378 Leonce، نامگذاری:1936DB) هزار و سیصد و هفتاد و هشتمین سیارک کشف شده‌است که در ۲۱ فوریه ۱۹۳۶ کشف شد.
قدر مطلق سیارک برابر ۱۲٫۱۰ است.